# Тит Статилий Максим
Тит Статилий Максим (на латински: Titus Statilius Maximus) e политик и сенатор на Римската империя през 2 век.

## Биография
Сенаторската фамилия Статилии Максими вероятно произлиза от Сирия, понеже един Тит Статилий Максим Север e patronus на Heliopolis (Баалбек). Максим е син на Тит Статилий Максим Север Хадриан (суфектконсул 115 или 117 г.).
През 144 г. Максим става консул заедно с Луций Хедий Руф Лолиан Авит. През 146 г. той е curator operum publicorum и около 157/158 г. е проконсул на Азия.
Баща е на Тит Статилий Север (консул 171 г.).